# Caress of Steel
Caress of Steel este al treilea album de studio al trupei canadiene de muzică rock, Rush. A fost lansat în 1975 și conține piese lungi, structurate în părți și pasaje solo de viteză și agilitate. Albumul este notabil pentru faptul că include primele două piese epice ale formației: "The Necromancer" și "The Fountain of Lamneth" - care se întinde pe durata a aproape 20 de minute ocupând întreaga parte a doua a vinilului original. 
Deși grupul spera că Caress of Steel va reprezenta albumul cu care se vor impune definitiv pe piața muzicală, materialul s-a vândut în mai puține copii decât precedentul lor disc și a fost considerat o dezamăgire pentru casa de discuri a trupei. Turneul de promovare a albumului s-a numit "Down The Tubes Tour" întrucât Rush s-au temut că vânzările slabe ale albumului ar putea însemna sfârșitul carierei formației. Geddy Lee susținea în documentarul Beyond the Lighted Stage (2010) că membrii grupului consumaseră cantități destul de mari de droguri pe parcursul înregistrării albumului. 
Albumul a câștigat discul de aur în 1993. Albumul următor lansat în 1976, 2112, le va aduce adevăratul succes comercial celor de la Rush prin piesa de titlu - o compoziție epică de 21 de minute. 

## Tracklist
1. "Bastille Day" (4:37)
2. "I Think I'm Going Bald" (3:37)
3. "Lakeside Park" (4:08)
4. "The Necromancer" (12:30)
5. "The Fountain of Lamneth" (20:01)

- Toate cântecele au fost scrise de Alex Lifeson, Geddy Lee și Neil Peart cu excepția celor notate.

## Single-uri
- "Return of the Prince" (1975 - face parte din "The Necromancer")
- "Lakeside Park" (1975)

## Componență
- Geddy Lee - chitară bas și voce
- Alex Lifeson - chitare electrice și acustice cu 6 și 12 coarde, chitară clasică
- Neil Peart - tobe, percuție